# Walter Byron
Jacob Walter "Wally" Byron (Winnipeg, 2 de setembro de 1894 - 22 de dezembro de 1971) foi um jogador de hóquei no gelo canadense, campeão olímpico. Ele defendeu o Winnipeg Falcons, que atuava como goleiro